# Hotel para perros
Hotel for Dogs (Hotel para perros en español) es una película estadounidense adaptación de la novela "Hotel For Dogs" de Lois Duncan, sobre dos niños huérfanos que crían a una gran cantidad de perros en un lugar abandonado. La película es dirigida por Thor Freudenthal, empezó a filmarse en noviembre de 2008, con las estrellas Emma Roberts, Jake T. Austin, Lisa Kudrow, Kevin Dillon, Kyla Pratt, Johnny Simmons y Don Cheadle. El libro adaptado por Jeff Lowell y los creadores de Kim Possible: Bob Schooley y Mark McCorkle.

## Argumento
Los niños huérfanos Andy (Emma Roberts) y Bruce (Jake T. Austin), son capturados por la policía por estafar a una persona, donde su amigo Bernie, los ayuda a salir de la cárcel. Ellos por ser huérfanos, han pasado por cinco familias diferentes, y en la última, es la peor. Ellos son forzados a encontrarle un lugar a su perro, ya que él no puede quedarse mucho tiempo en su casa donde una noche, por error se escapa y es capturado por la perrera (quienes matan a los perros si se quedan por más de 72 horas o 3 días). Cuando van a la perrera, sienten pena por los perros y pagan al perrero para sacar a su perro.
De camino a su casa, dos policías los confunden con criminales, y los persiguen. El perro, llamado Viernes, va a un edificio el cual era un hotel hace años, donde sin otra opción, Andy y Bruce entran a sacarlo. Ya dentro, descubren a otros dos perros, con los cuales Viernes se encariña, y lo dejan quedarse a dormir por un día. En la mañana, Bruce se queda con los perros para que no ladren para evitar que los descubran, mientras Andy va a buscar comida para los 3 perros. En la tienda de mascotas, conoce a un chico llamado Dave (Johnny Simmons), de quien se enamora, y a una chica llamada Heather (Kyla Pratt). Ahí, Dave le enseña a Andy tres perros que él y Heather salvaron, pero ya no los pueden dejar con ellos, por lo que le pide que se queden con Andy.
Andy lleva a Dave al hotel, donde Heather los sigue, y empiezan a remodelar el hotel para los perros, que fueron siendo más y más. Mark (Troy Gentile), se enterá también y los ayuda. Luego, Dave invita a Andy a un baile, dejando a Bruce en la casa, donde sus padres se enteran de que estaba robando cosas para ayudar al hotel. Como el alimentador de perros se averió, todos los perros aullaron, y Bruce tuvo que ir a ayudarlos, mientras que sus padres llaman a la policía para arrestarlos, y cuando Andy llega, se llevan a todos los perros a la perrera, y llevan a la policía a Bruce y Andy.
En la comisaría, les dicen que deben separar a Andy y a Bruce para que no vuelvan a hacer problemas, y los perros (incluido Viernes), van a ser sacrificados en 3 días. Ya en diferentes casas, Viernes se escapa, y con Dave van a sacar a Andy y Bruce, los 4 con ayuda de Mark y Heather intentan salvar a todos los perros de la perrera, pero el objetivo de los 5 chicos era llevarlos a un refugio, pero Viernes al recordar el hotel, dirige a todos los perros hacia allá, donde Bernie los esperaba, para decirles a la gente y policías que llegaron al ver a todos los perros, el buen trabajo que los dos hermanos habían hecho, y dejan a los perros en paz. Finalmente, Bernie y su esposa deciden adoptar a Bruce y Andy por su trabajo, y la ciudad decide ayudar al hotel, renovandolo por completo.

## Reparto
- Emma Roberts como Andy.
- Jake T. Austin como Bruce.
- Johnny Simmons como Dave.
- Troy Gentile como Mark.
- Kyla Pratt como Heather.
- Don Cheadle como Bernie.
- Lisa Kudrow como Lois Scudder.
- Kevin Dillon como   Carl Scudder.
- Maximiliano Hernández como Oficial Mike.

## Nombre de los perros
Great Dane - Viernes, played by Crystal The Monkey
Boston Terrier - Georgia
English Mastiff - Lenny
English Bulldog - Cooper
Border Collie - Shep
Cavalier King Charles Spaniel - Romeo
Tibetan Mastiff - Henry
Blonde Wags The Dog - Rita
Dachshund - Viola and Sebastian
Bullmastiff - Rocky
Pastor de Anatolia - Chelsea
Wirehaired Pointing Griffon - Coco
German Shepherd - Harley - Argonauta - Fric and Frac.
Otras razas de perros en la película:
Bloodhound
Beagle
Labrador Retriever
Saluki
Jack Russell Terrier
Golden Retriever
German Shorthaired Pointer
American Foxhound
Briard
Chihuahua
Pekinés
American Bulldog
Australian Shepherd
Doberman Pinscher
Yorkshire Terrier
Wag The Dog
Alaskan Malamute
Afghan Hound
Kuvasz
Otterhound
Rhodesian Ridgeback
Dálmata
Husky siberiano
Bull terrier
Australian Cattle Dog
Shiba Inu
Poodle
Argonaut Shepherd

## Taquilla
Hotel para perros fue lanzado en Puerto Rico el 15 de enero de 2009, y en Estados Unidos el 16 de enero de 2009 a 3.271 cines. Ganó 17.012.212 dólares en su primer fin de semana y fue la quinta película más taquillera de ese fin de semana detrás de Paul Blart: Mall Cop, Gran Torino, entre otras. Se mantuvo en cines durante 19 semanas y ganó un total de 116.983.275 dólares en todo el mundo. Se estima que se ha ganado un total de 22.500.000 dólares durante el primer fin de semana.
En agosto del 2011, la película tuvo una recaudación de taquilla de $73.034.460 para los Estados Unidos y $43.965.738 internacionalmente, para un total de 117.000.198 dólares.

## Recepción de la crítica
La película recibió críticas mixtas. Según Rotten Tomatoes, en un sitio web que agrega críticas de cine, el 46% de los críticos le dio una revisión positiva. Roger Ebert dio a la película un 2.5 de 4 estrellas. Kent Turner, escribiendo para School Library Journal, señaló que si bien el libro es "absolutamente realista", la película es "fantástica" y por lo tanto fundamentalmente diferente. Stephen Holden, escribiendo para The New York Times, escribió que la película "está cargada con suficientes estúpideses de mascotas y trucos humanos para satisfacer a David Letterman en los próximos años ".

## Otros medios
La película fue lanzada en DVD el 28 de abril de 2009. Se vendieron 773.000 unidades en la primera semana, generando unos ingresos de $13.584.527. Según las últimas cifras, 1.778.736 unidades de DVD se han vendido, que se traduce en más de $30 millones en ingresos. Esto no incluye las ventas de Blu-ray.
Un videojuego basado en la película fue lanzado el 6 de enero de 2009 para la Nintendo Wii y Nintendo DS y publicado por 505 Games. 
- Datos: Q662703
- Multimedia: Hotel for Dogs / Q662703